# Dulmont Magnum
Dulmont Magnum (Magnum) је био преносиви рачунар фирме Dulmont који је почео да се производи у Аустралији од 1984. године.
Користио је Intel 80186 као микропроцесор. RAM меморија рачунара је имала капацитет од 96 KB до 384 KB. 
Као оперативни систем кориштен је MS-DOS.

## Детаљни подаци
Детаљнији подаци о рачунару Magnum су дати у табели испод.
|                       |                                                         |
| [ 1 ]                 |                                                         |
| Произвођач            |                                                         |
| Тип                   | преносиви рачунар                                       |
| Меморија              | 96 до 384 KB                                            |
| Поријекло             | Аустралија                                              |
| Година                | 1984                                                    |
| Тастатура             | Пуни помак 76 тастера са функцијским и тастерима смјера |
| Процесор              |                                                         |
| Фреквенција процесора | непознато                                               |
| RAM                   | 96 до 384 KB                                            |
| ROM                   | 128 све до 384 KB                                       |
| Текст                 | 40-80 знакова x 8 линија                                |
| Графика               | непознато                                               |
| Боја                  | једна боја                                              |
| Звук                  | унутрашњи звучник                                       |
| Димензије             | 32 (ширина) x 27,5 (дубина) x 5,5 (висина) . / 4,8      |
| Портови               |                                                         |
| Оперативни систем     |                                                         |